# Condado de Lee (Arkansas)
El condado de Lee (en inglés: Lee County), fundado en 1873, es un condado del estado estadounidense de Arkansas. En el año 2000 tenía una población de 12 580 habitantes con una densidad poblacional de 8.07 personas por km². La sede del condado es Marianna.

## Geografía
Según la Oficina del Censo, el condado tiene un área total de 1603 km² (618,9 mi²), de la cual 1559 km² (601,9 mi²) es tierra y 47 km² (18,1 mi²) es agua.

### Condados adyacentes
- Condado de St. Francis (norte)
- Condado de Crittenden (noreste)
- Condado de Tunica (este)
- Condado de Phillips (sur)
- Condado de Monroe (oeste)

### Ciudades y pueblos
- Aubrey
- Haynes
- LaGrange
- Marianna
- Moro
- Rondo

## Principales carreteras
- U.S. Highway 79
- Carretera 1
- Carretera 78
- Carretera 121
- Carretera 131